# Hur kär får man bli?
Hur kär får man bli? är en ungdomsroman av Katarina von Bredow, utgiven 2004.
Boken handlar om Katrin som precis börjar nionde klass, och hennes liv. En ny kille, Adam, börjar i klassen och Katrins kompis Frida blir blixtförälskad. I början gör Katrin allt för att hjälpa Frida få Adam till sin pojkvän, men innerst inne vet hon att hon själv vill ha honom.